# Tigas-Wärme Tirol
Die TIGAS-Wärme Tirol GmbH ist ein österreichischer Erdgasversorger mit Sitz in Innsbruck.

## Geschichte
Das Unternehmen wurde im Mai 1987 gegründet. Es umfasst unter anderem die Geschäftsfelder Fernwärme und Biogas. Laut dem Geschäftsbericht für das Jahr 2014 erzielte das Unternehmen Umsatzerlöse von knapp 190 Mio. Euro und hatte 44.353 Kunden bei 87 Mitarbeitern. Das Unternehmen ist seit Juni 2023 eine 100%ige Tochtergesellschaft der TIWAG-Tiroler Wasserkraft AG.